# Elecciones legislativas de Argentina de 1890
Las elecciones legislativas de Argentina de 1890 se realizaron el 2 de febrero del mencionado año para renovar la mitad de la Cámara de Diputados, cámara baja del Congreso de la Nación Argentina.

## Bancas a elegir
| Provincia           | Bancas | A elegir |
| ------------------- | ------ | -------- |
| Buenos Aires        | 16     | 9        |
| Capital Federal     | 9      | 6        |
| Catamarca           | 4      | 3        |
| Córdoba             | 11     | 3        |
| Corrientes          | 6      | 3        |
| Entre Ríos          | 7      | 6        |
| Jujuy               | 2      | 1        |
| La Rioja            | 2      | 1        |
| Mendoza             | 3      | 2        |
| Salta               | 4      | 2        |
| San Juan            | 3      | 1        |
| San Luis            | 3      | —        |
| Santa Fe            | 4      | 2        |
| Santiago del Estero | 7      | 5        |
| Tucumán             | 5      | 4        |
| Total               | 86     | 48       |

## Resultados por provincia
| Provincia           | Candidato                    | Votos  |
| ------------------- | ---------------------------- | ------ |
| Buenos Aires        | Pastor Tapia                 | 24.350 |
| Buenos Aires        | Julio S. Dantas              | 24.350 |
| Buenos Aires        | Hilario Lagos (h)            | 24.350 |
| Buenos Aires        | Manuel B. Gonnet             | 24.350 |
| Buenos Aires        | Atanasio Ceballos            | 24.350 |
| Buenos Aires        | Epifanio Portela             | 24.350 |
| Buenos Aires        | Emilio Carranza              | 24.349 |
| Buenos Aires        | José V. Urdapilleta          | 24.348 |
| Buenos Aires        | Julián Panelo                | 24.345 |
| Buenos Aires        | Carlos Arias                 | 6      |
| Buenos Aires        | Epifanio Martínez            | 1      |
| Buenos Aires        | Bartolomé Mitre              | 1      |
| Buenos Aires        | Manuel Obarrio               | 1      |
| Buenos Aires        | Lucio Vicente López          | 1      |
| Buenos Aires        | Juan S. Fernández            | 1      |
| Buenos Aires        | Juan J. Montes de Oca        | 1      |
| Buenos Aires        | Leandro N. Alem              | 1      |
| Buenos Aires        | Mariano Varela               | 1      |
| Buenos Aires        | José Manuel Estrada          | 1      |
| Buenos Aires        | José M. Niño                 | 1      |
| Capital Federal     | Bartolomé Novaro             | 10.716 |
| Capital Federal     | Pascual Beracochea           | 10.715 |
| Capital Federal     | Héctor C. Quesada            | 10.683 |
| Capital Federal     | Lucio V. Mansilla            | 10.608 |
| Capital Federal     | Benjamín Zorrilla            | 10.492 |
| Capital Federal     | José María Ramos Mejía       | 10.489 |
| Capital Federal     | Alberto Méndez               | 98     |
| Capital Federal     | Manuel Podestá               | 25     |
| Capital Federal     | Enrique S. Quintana          | 5      |
| Capital Federal     | Pedro Goyena                 | 5      |
| Capital Federal     | Bartolomé Mitre              | 2      |
| Capital Federal     | José M. Estrada              | 2      |
| Capital Federal     | Manuel Quintana              | 2      |
| Capital Federal     | Leandro N. Alem              | 2      |
| Capital Federal     | Alberto Larroque             | 2      |
| Capital Federal     | Daniel M. Escalada           | 2      |
| Capital Federal     | Emiliano M. Frías            | 2      |
| Capital Federal     | Bonifacio Lastra             | 1      |
| Capital Federal     | Manuel Gorostiaga            | 1      |
| Capital Federal     | Francisco A. Barroetaveña    | 1      |
| Capital Federal     | Manuel Augusto Montes de Oca | 1      |
| Capital Federal     | Emilio Gouchón               | 1      |
| Capital Federal     | Gregorio Uriarte             | 1      |
| Capital Federal     | Juan José Romero             | 1      |
| Capital Federal     | Emilio Lamarca               | 1      |
| Capital Federal     | Federico Ylarguren (h)       | 1      |
| Capital Federal     | Mariano Acosta               | 1      |
| Capital Federal     | Tomás Le Breton              | 1      |
| Capital Federal     | Marcelo Torcuato de Alvear   | 1      |
| Capital Federal     | Bernardo de Irigoyen         | 1      |
| Capital Federal     | Luis María Campos            | 1      |
| Capital Federal     | Francisco A. Mejía           | 1      |
| Capital Federal     | Julián S. Paz                | 1      |
| Capital Federal     | Samuel Navarro               | 1      |
| Capital Federal     | Manuel Piera                 | 1      |
| Catamarca           | Rafael Castillo              | 2.332  |
| Catamarca           | Julio Herrera                | 2.332  |
| Catamarca           | José María Paz               | 2.332  |
| Córdoba             | Pablo G. Rueda               | 3.777  |
| Córdoba             | José Miguel Olmedo           | 3.777  |
| Córdoba             | Andrónico Castro             | 3.777  |
| Corrientes          | Juan Bautista Aguirre Silva  | 5.503  |
| Corrientes          | José E. Robert               | 5.503  |
| Corrientes          | Antonio Cáceres              | 5.503  |
| Entre Ríos          | Carmelo F. Crespo            | 11.480 |
| Entre Ríos          | Osvaldo Magnasco             | 11.480 |
| Entre Ríos          | Torcuato Gilbert             | 11.480 |
| Entre Ríos          | Camilo Villagra              | 11.480 |
| Entre Ríos          | Martín Meyer                 | 11.480 |
| Entre Ríos          | Víctor Victorica             | 11.480 |
| Jujuy               | Manuel Padilla               | 2.303  |
| La Rioja            | Nicolás González             | 2.294  |
| Mendoza             | Benito Villanueva            | 1.738  |
| Mendoza             | Rodolfo M. Zapata            | 1.695  |
| Mendoza             | Daniel Guiñazú               | 3      |
| Mendoza             | Carlos Ordóñez               | 3      |
| Mendoza             | Pedro B. Ugalde              | 3      |
| Mendoza             | Juan R. Calcagno             | 3      |
| Mendoza             | Belisario Serpa              | 3      |
| Mendoza             | Silvestre Gordillo           | 2      |
| Mendoza             | Silverio M. Gordillo         | 1      |
| Salta               | Flavio Arias                 | 6.571  |
| Salta               | Ángel M. Ovejero             | 6.571  |
| San Juan            | Enrique Godoy                | 1.390  |
| Santa Fe            | Urbano de Iriondo            | 2.973  |
| Santa Fe            | Dámaso Centeno               | 2.973  |
| Santiago del Estero | Nicolás Leiva                | 5.073  |
| Santiago del Estero | Dámaso Giménez Beltrán       | 5.073  |
| Santiago del Estero | Cristóforo Ruiz              | 5.073  |
| Santiago del Estero | Melitón Bruchmann            | 5.073  |
| Santiago del Estero | José Manuel Cáceres          | 5.073  |
| Tucumán             | Francisco Lucio García       | 6.389  |
| Tucumán             | Eudoro Vázquez               | 6.389  |
| Tucumán             | Eliseo Cantón                | 6.388  |
| Tucumán             | Martín Posse                 | 6.388  |

1. ↑  Nunca asumió, lo reemplaza Bonifacio Lastra en una elección especial el 31 de mayo de 1891.
2. ↑  Nunca asumió, lo reemplaza Marcos Paz en una elección especial el 31 de mayo de 1891.
3. ↑  Diploma no aceptado por la Cámara de Diputados, lo reemplaza Francisco Seguí en una elección especial el 31 de mayo de 1891.
4. ↑  Electo para completar el mandato de José Fernández (1888-1892).
5. ↑  Electo para completar el mandato de Estanislao Zeballos (1888-1892).
6. ↑  Falleció el 10 de diciembre de 1893, no fue reemplazado.
7. ↑  Falleció el 24 de septiembre de 1890, lo reemplaza Lucas Ayarragaray en una elección especial el 1 de febrero de 1891.
8. ↑  Falleció el 11 de octubre de 1892, lo reemplaza José García González en una elección especial el 14 de mayo de 1893.
9. ↑  Electo para completar el mandato de Octavio A. Sosa (1888-1892).
10. ↑  Renunció el 26 de junio de 1893, no fue reemplazado.
11. ↑  Electo para completar el mandato de Benjamín Posse (1888-1892).

## Elecciones parciales
| Provincia    | Fecha                | Candidato                 | Votos  |
| ------------ | -------------------- | ------------------------- | ------ |
| Buenos Aires | 31 de mayo de 1891   | Bonifacio Lastra          | 14.725 |
| Buenos Aires | 31 de mayo de 1891   | Francisco Seguí           | 14.713 |
| Buenos Aires | 31 de mayo de 1891   | Marcos Mariano Paz        | 14.713 |
| Buenos Aires | 31 de mayo de 1891   | Mariano Varela            | 10     |
| Buenos Aires | 31 de mayo de 1891   | Manuel J. Ocampo          | 6      |
| Buenos Aires | 31 de mayo de 1891   | Manuel Quintana           | 3      |
| Buenos Aires | 31 de mayo de 1891   | Mariano Demaría           | 3      |
| Buenos Aires | 31 de mayo de 1891   | Juan J. Fernández         | 1      |
| Buenos Aires | 31 de mayo de 1891   | Emilio J. Jerez           | 1      |
| Buenos Aires | 31 de mayo de 1891   | Félix J. Bidot            | 1      |
| Buenos Aires | 31 de mayo de 1891   | Pedro Goyena              | 1      |
| Buenos Aires | 31 de mayo de 1891   | Francisco A. Barroetaveña | 1      |
| Buenos Aires | 31 de mayo de 1891   | Marcos N. Juárez          | 1      |
| Buenos Aires | 31 de mayo de 1891   | Ramón José Cárcano        | 1      |
| Buenos Aires | 31 de mayo de 1891   | José Candelario           | 1      |
| Buenos Aires | 31 de mayo de 1891   | Antonio Vieytes           | 1      |
| Buenos Aires | 31 de mayo de 1891   | Pedro Larrosa             | 1      |
| Buenos Aires | 31 de mayo de 1891   | Bartolomé Mitre           | 1      |
| Buenos Aires | 31 de mayo de 1891   | Carlos Costa              | 1      |
| Entre Ríos   | 1 de febrero de 1891 | Lucas Ayarragaray         | 8.036  |
| Entre Ríos   | 1 de febrero de 1891 | Juan A. Mantero           | 1      |
| Entre Ríos   | 1 de febrero de 1891 | Francisco A. Barroetaveña | 1      |

1. ↑  Electo para completar el mandato de Epifanio Portela (1890-1894).
2. ↑  Electo para completar el mandato de José V. Urdapilleta (1890-1894).
3. ↑  Electo para completar el mandato de Emilio Carranza (1890-1894).
4. ↑  Electo para completar el mandato de Camilo Villagra (1890-1894).